# الحمراء (طرويل)
الحَمْرَاءُ (بالإسبانية: Alfambra)‏ هي بلدية إسبانية بمقاطعة طرويل، تبلغ مساحتها 122,44 كم2 وعدد سكانها 531 نسمة عام 2018.

## أعلام
- سانتوس أبريل واي كاستيلو